# Irving Small
Irving Small   (Cambridge, 19 de juliol de 1891 - Monrovia, 12 de desembre de 1955) va ser un jugador d'hoquei sobre gel estatunidenc que va competir durant la dècada de 1920.
El 1924 va prendre part en els Jocs Olímpics de Chamonix, on guanyà la medalla de plata en la competició d'hoquei sobre gel.